# Askolds Grab (Park)

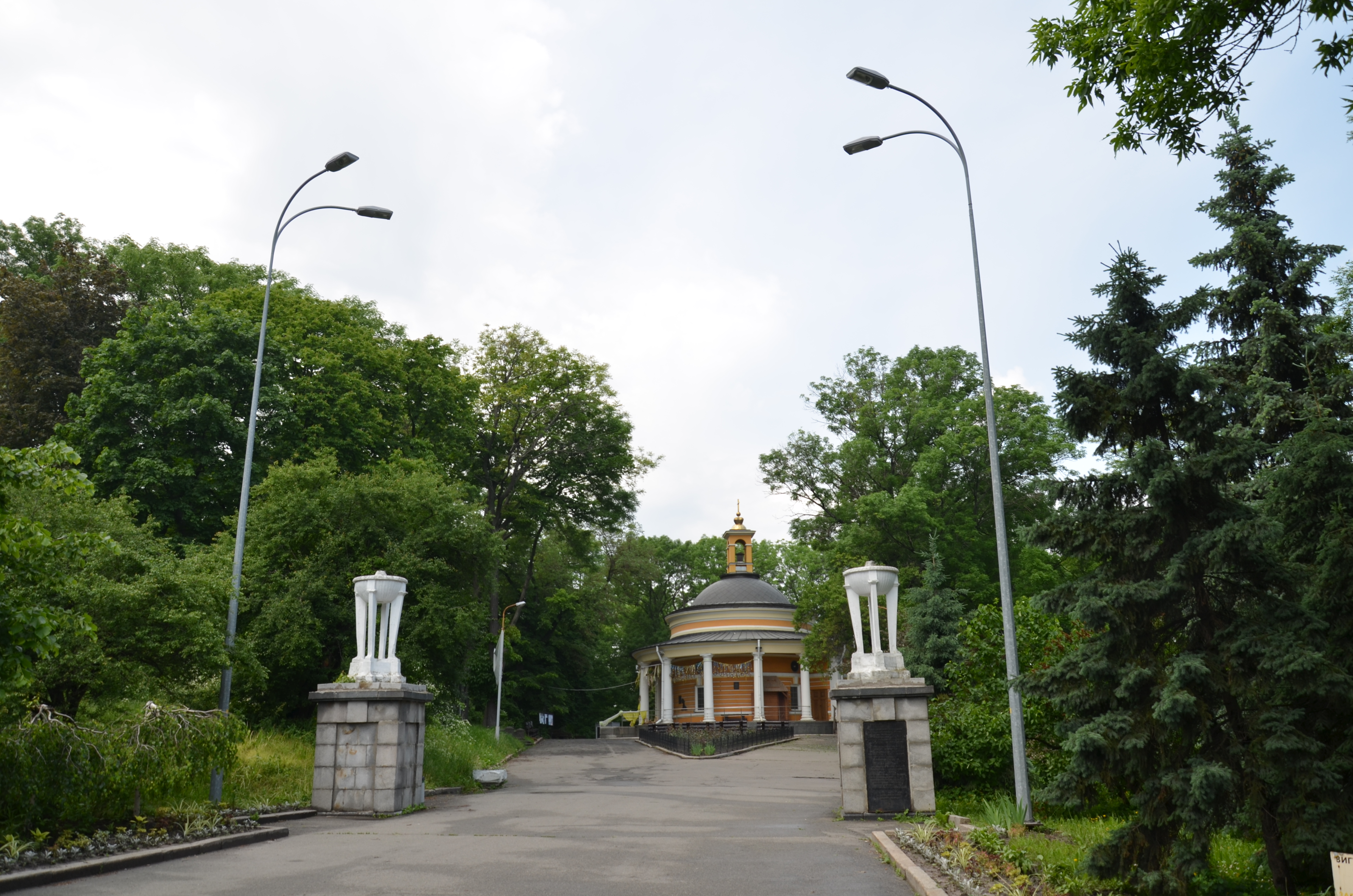
Askolds Grab (2014)

Askolds Grab (ukrainisch Аскольдова могила) ist ein Park im Kiewer Stadtteil Petschersk und ein Kulturdenkmal von nationaler Bedeutung.
Der Ort hieß ursprünglich „Ungarischer Trakt“, weil hier im 9. Jahrhundert die ungarischen Stämme den Dnepr überquerten. Er wird in der Nestorchronik als Ort des Todes und der Beerdigung Askolds im Jahr 882 erwähnt, an dem später eine Sankt-Nikolaus-Kirche errichtet wurde. Die Chronik weist auch auf die Existenz einer Fürstenresidenz im Gebiet hin. Später wurde hier das Einsiedelei-Kloster des Heiligen Nikolaus gegründet.
Die ersten urkundlichen Erwähnungen des Klosters stammen aus dem Jahr 1411, doch Höhlengänge mit Mönchszellen, Zeichnungen und Inschriften an den Wänden aus dem 11. und 12. Jahrhundert in der Nähe des Klosters deuten auf einen älteren Ursprung hin. Der Name „Askolds Grab“ wurde erstmals im 17. Jahrhundert in der Kiewer Synopsis erwähnt. Danach verbreitete er sich allmählich. Ende des 17. Jahrhunderts wurde auf Iwan Masepas Kosten die Sankt-Nikolaus-Militärkathedrale errichtet und das Kloster dorthin verlegt.
Auf dem Klostergelände blieb eine kleine dreistöckige Holzkirche erhalten, die 1809 abgerissen wurde. An ihrer Stelle errichtete der Architekt Andrei Melenski 1809–10 eine gemauerte Rotunde im Empire-Stil mit einem darunterliegenden Grabmal, die heutige St.-Nikolaus-Kirche auf Askolds Grab. Ab dem 18. Jahrhundert begann man das Gebiet um die alte Kirche als Nekropole zu nutzen, die ebenfalls „Askolds Grab“ genannt wurde. 1861 wurde die Nekropole mit einem Ziegelzaun umgeben Die Nekropole wurde für die Bestattung angesehener Militärangehöriger und Zivilisten, wie Helden des Russlandfeldzugs 1812, Nachkommen der Dekabristen, Ritter des Ordens des Heiligen Georg des Ersten Weltkriegs und Gefallene der Schlacht bei Kruty genutzt. Insgesamt wurden hier etwa 2000 Menschen bestattet.
1919 wurde die Nekropole für Beerdigungen geschlossen. 1935 wurde von den sowjetischen Behörden das Friedhofsgelände meterhoch mit Sand bedeckt und ein Park angelegt. Der Zaun um die Nekropole wurde abgerissen. Die Kirche wurde in einen Parkpavillon umgewandelt. Seit 1979 ist das Kirchengebäude eine Zweigstelle des Kiewer Geschichtsmuseums. 1992 errichteten Kiewer Studenten ein Kreuz und eine Gedenktafel zu Ehren der bei Kruty gestorbenen. 1998 wurde eine Gedenktafel zur Erinnerung an die Überquerung des Dnepr im 9. Jahrhundert durch ungarische Stämme aufgestellt.
Im Park befinden sich Gedenktafeln für die Verstorbenen der Himmlischen Hundertschaft und der Kämpfe um Ilowajsk, Debalzewe und Donezk. Im Februar 2014 fand hinter der Kirche die erste Beerdigung seit der Unabhängigkeit statt: Die des Maidan-Demonstranten Oleksandr Klitynskyj. 2023 wurden hier Dmytro Kozjubajlo und Andrij Pilschtschykow beerdigt. Im März 2023 reichte Alina Mychajlowa eine Petition beim Präsidenten der Ukraine ein, um die Errichtung eines nationalen Pantheons der Helden der Ukraine im Park zu fordern. Die Petition erreichte innerhalb von anderthalb Tagen die erforderlichen 25.000 Unterschriften.